# Río Papaloteca
El río Papaloteca,  es un río hondureño que nace en el pueblo de Aída en la parte sur del departamento de Atlántida y desemboca en la costa caribeña del norte de Honduras, por el pueblo de Nueva Armenia en el departamento de Atlántida.